# Nadia Cvitanović
Nadia Cvitanović (Split, 1988.) je hrvatska filmska, televizijska i kazališna glumica.

## Životopis
Rođena je 1988. godine u Splitu, svoja prva glumačka iskustva stekla je u dramskom studiju “Play drama”. Prvi profesionalni angažman dobiva u filmu redatelja Danisa Tanovića Smrt u Sarajevu. Diplomirala je 2015. godine na Akademiji scenskih umjetnosti u Sarajevu, a nedugo nakon diplome, ostvaruje ulogu Julije u filmu "Osmi povjerenik". Za istu ulogu Zlatni studio nagradio ju je kao najbolju filmsku glumicu godine, kao i Mostarski filmski festival nagradom Stablo ljubavi za najbolju žensku sporednu ulogu. Film "Osmi povjerenik" osvojio je brojne nagrade na regionalnim festivalima, a ujedno je bio i hrvatski kandidat za 91. nagradu Oscar u kategoriji najboljeg filma na stranom jeziku. Uslijedila je glavna uloga Petre u TV seriji “Na granici” u produkciji Nove tv. Za tu ulogu Story hall of fame nagradio ju je kao Novo lice godine, a serija je dva puta osvojila nagradu Zlatni studio za domaću seriju godine, kao i nagradu Story Hall of fame za najbolju hrvatsku seriju. Zatim slijedi uloga Žane u trećoj sezoni nagrađivane serije "Novine" u produkciji Drugog plana, HRT-a i Netflixa.

## Filmografija

### Televizijske uloge
| Godina        | Naslov                | Uloga                     | Bilješke                      |
| ------------- | --------------------- | ------------------------- | ----------------------------- |
| 2024.         | U dobru i zlu         | Klaudija Kraljević        | sporedna uloga                |
| 2023.         | San snova             | Sonja Herman              | ko-protagonistica             |
| 2022.         | Oblak u službi zakona | Zdenka                    | sporedna uloga                |
| 2020.         | Novine                | Žana                      | sporedna uloga                |
| 2020.         | Crno-bijeli svijet    | Marina Perazić            | sporedna uloga                |
| 2018. – 2019. | Na granici            | Petra Lasić (djev. Masle) | glavna uloga (protagonistica) |

### Filmske uloge
| Godina | Naslov          | Uloga    | Bilješke    |
| ------ | --------------- | -------- | ----------- |
| 2012.  | Cezar           |          | Kratki film |
| 2016.  | Smrt u Sarajevu | Katarina |             |
| 2018.  | Aleksi          | Rajka    |             |
| 2018.  | Osmi povjerenik | Julija   |             |